# Lista de unidades epônimas do Sistema Internacional de Unidades
Diversas unidades do Sistema Internacional (SI) recebem a denominação de cientistas, pelas quais tem seus nomes imortalizados. A seguir é apresentada uma lista com estes cientistas.

## Lista dos cientistas e unidades SI
| Unidade primária | Unidade derivada |

(legenda de cores)
| Nome,                         | Vida      | Nacionalidade            | Quantidade                   | Unidade SI        |
| ----------------------------- | --------- | ------------------------ | ---------------------------- | ----------------- |
| André-Marie Ampère            | 1775–1836 | França                   | Corrente elétrica            | ampère (A)        |
| William Thomson (Lord Kelvin) | 1824–1907 | Reino Unido (Escócia)    | Temperatura                  | kelvin (K)        |
| Heinrich Hertz                | 1857–1894 | Alemanha                 | Frequência                   | hertz (Hz)        |
| Isaac Newton                  | 1643–1727 | Reino Unido (Inglaterra) | Força                        | newton (N)        |
| Blaise Pascal                 | 1623–1662 | França                   | Pressão                      | pascal (Pa)       |
| James Prescott Joule          | 1818–1889 | Reino Unido (Inglaterra) | Energia                      | joule (J)         |
| James Watt                    | 1736–1819 | Reino Unido (Escócia)    | Potência                     | watt (W)          |
| Charles Augustin de Coulomb   | 1736–1806 | França                   | Carga elétrica               | coulomb (C)       |
| Alessandro Volta              | 1745–1827 | Itália                   | Potencial elétrico           | volt (V)          |
| Michael Faraday               | 1791–1867 | Reino Unido (Inglaterra) | Capacitância                 | farad (F)         |
| Joseph Henry                  | 1797–1878 | Estados Unidos           | Indutância                   | henry (H)         |
| Georg Simon Ohm               | 1789–1855 | Alemanha                 | Resistência elétrica         | ohm (Ω)           |
| Werner von Siemens            | 1816–1892 | Alemanha                 | Condutância elétrica         | siemens (S)       |
| Wilhelm Eduard Weber          | 1804–1891 | Alemanha                 | Fluxo magnético              | weber (Wb)        |
| Nikola Tesla                  | 1856–1943 | Sérvia- Estados Unidos   | Densidade do fluxo magnético | tesla (T)         |
| Anders Celsius                | 1701–1744 | Suécia                   | Temperatura                  | grau Celsius (ºC) |
| Antoine Henri Becquerel       | 1852–1908 | França                   | Radioatividade               | becquerel (Bq)    |
| Louis Harold Gray             | 1905–1965 | Reino Unido (Inglaterra) | Dose absorvida               | gray (Gy)         |
| Rolf Sievert                  | 1896–1966 | Suécia                   | Dose equivalente             | sievert (Sv)      |

## Neper e decibel
O neper e o decibel são duas unidades de medidas usadas para definir amplitudes relativas em escalas logarítmicas. Elas não são unidades do Sistema Internacional, mas seu uso em conjunto com unidades do Sistema Internacional é permitido.
| Nome                  | Vida      | Nacionalidade                          | Quantidade                    | Unidade SI |
| --------------------- | --------- | -------------------------------------- | ----------------------------- | ---------- |
| Alexander Graham Bell | 1847–1922 | Reino Unido (Escócia) e Estados Unidos | Magnitude (Logaritmo natural) | bel (B)    |
| John Napier           | 1550–1617 | Reino Unido (Escócia)                  | Magnitude (Logaritmo comum)   | neper (Np) |